# المعهد العالي للفنون والحرف بصفاقس
المعهد العالي للفنون والحرف بصفاقس هي إحدى المؤسسات العليا التابعة لجامعة صفاقس، أنشئ عام 1995م بمقتضى القانون عدد 40 المؤرّخ في 24 أفريل 1995م.

## أرقام
طبقا لأرقام السنة الدراسية 2007-2008 يدرس بها 2,216 طالبا من بينهم 1,592 طالبة.

## أقسامه
توجد بالمعهد ثلاثة أقسام هي:
- قسم الفنون التّطبيقيّة، حيث تكون الاختصاصات التالية:

1. الإشهار بالحاسوب
2. التصميم والرّسم بالحاسوب
3. الخزف الحائطي
4. التزويق
5. الرسم المصاحب للنصوص

- قسم الفنون التشكيلية: حيث الاختصاصات التالية:

1. النسيج
2. الحفر
3. الرسم
4. النحت
5. الحزف
6. الخط العربي

- قسم التصميم: حيث الاختصاصات التالية:

1. التصميم الداخلي
2. التصميم الخطي
3. التصميم النسيج والأزياء
4. تصميم الأثاث

وإلى جانبها نجد قسم الماجستير في الفنون التشكيلية وقد انطلقت الدروس فيه خلال العام الدراسي 2001-2002.

## وصلة خارجية
- موقع المعهد العالي للفنون والحرف بصفاقس.